# Podagricomela philippina
Podagricomela philippina es una especie de insecto coleóptero de la familia Chrysomelidae. Fue descrita en 1996 por Medvedev.